# Fractionnement de mousse
Le fractionnement de mousse est un procédé chimique lors duquel des molécules hydrophobes sont séparées sélectivement d'une solution liquide en utilisant des colonnes montantes de mousse. Ce procédé est communément utilisé, à une petite échelle, pour l'élimination des déchets organiques des aquariums; ces appareils sont connus sous le nom d'écumeurs. Cependant il a des applications bien plus vastes dans l'industrie chimique et peut être utilisé pour l'élimination de contaminants tensioactifs des eaux usées en plus de l'enrichissement des produits biologiques.

## Histoire et développement
Bien que les écumeurs aient été courants en aquariophilie depuis des années, ce n'est que dans les années 1960 qu'on vit un effort concerté de Robert Lemlich de l'université de Cincinnati, pour caractériser les procédés de séparation par adsorption sur bulles. Jusqu'au milieu des années 2000, il y eut peu de développement du fractionnement de mousse ou de tentatives d'explication des mécanismes sous-jacents du procédé. Le domaine se satisfaisait de descriptions empiriques de systèmes spécifiques sans s'aventurer à produire un modèle des mécanismes du processus, et il est possible que pour cette raison l'adoption de cette technologie ait été ralentie malgré son énorme potentiel.
Le fractionnement de mousse est apparenté à la flottation, au cours de laquelle des particules hydrophobes s'attachent à la surface de bulles qui s'élèvent en une mousse pneumatique. De cette manière, des particules relativement hydrophobes peuvent être séparées de particules relativement hydrophiles. La flottation est typiquement utilisée pour séparer des particules de charbon de cendres ou des particules de minéraux précieux de sa gangue. C'est l'étude de la phase mousseuse de la flottation conduite à l'université de Newcastle, spécifiquement pour la prédiction de la fraction liquide et du flux liquide d'une mousse pneumatique, qui a permis une description préliminaire du fractionnement de mousse. La synergie entre le fractionnement de mousse et la flottation ont été explorées dans une édition spéciale du Journal d'ingéniérie chimique d'Asie Pacifique.

## Considérations lors de la conception d'un procédé
Robert Lemlich a démontré comment les colonnes de fractionnement de mousse peuvent être employées pour l'extraction au gaz, l'enrichissement ou une combinaison des deux modes (selon la position de la dérivation au sommet, à la base ou au milieu de la colonne), et peuvent être opérées avec ou sans un écoulement de reflux en haut de la colonne. Il peut être utile de penser à ce système comme étant semblable à une colonne de chromatographie en phase gazeuse. Les différences sont que :
1. Les molécules ciblées sont adsorbées à la surface, plutôt qu'absorbés en passant du corps d'une phase à l'autre
2. La mousse fournit elle-même son support dans la colonne.

Tout comme en chromatographie en phase gazeuse, l'ajout d'un reflux au sommet de la colonne peut engendrer de multiples états d'équilibre à l'intérieur de la colonne. Cependant, si on contrôle la vitesse à laquelle la dimension des bulles change avec leur hauteur dans la colonne, par coalescence ou par maturation d'Ostwald, on peut créer une source interne de reflux à l'intérieur de la colonne.
Comme dans plusieurs procédés chimiques, il y a plusieurs facteurs en compétition pour la récupération (c'est-à-dire le pourcentage de tensioactif retrouvé dans la circulation de mousse supérieure) et l'enrichissement (c'est-à-dire le rapport entre la concentration de tensioactif dans la mousse par rapport à celle de la dérivation). Une manière de moduler grossièrement les facteurs d'enrichissement et de récupération est de contrôler le débit de gaz dans la colonne. Un débit plus élevé signifie une plus grande récupération mais un enrichissement diminué.
Le fractionnement de mousse fonctionne par deux mécanismes :
1. La molécule ciblée s'adsorbe à la surface d'une bulle
2. Les bulles forment une mousse qui s'élève dans la colonne.

La vitesse à laquelle certaines molécules non ioniques peuvent s'adsorber à la surface des bulles peut être estimé à l'aide de l'équation de Ward-Tordai. L'enrichissement et la récupération dépendent de la condition hydrodynamique de la mousse montante, qui constitue un système complexe dépendant de la distribution de la taille des bulles, de l'état de stress à l'interface gaz-liquide, le taux de coalescence des bulles, le débit de gaz, entre autres. La condition hydrodynamique est décrite par la théorie hydrodynamique de la mousse montante.

## Applications de la technologie de fractionnement de mousse
1. Enrichissement de solutions de biomolécules dans les technologies pharmaceutiques et alimentaires.
2. Extraction de contaminants tensioactifs des eaux usées.
3. Extraction de contaminants non tensioactifs des eaux usées, tels que les ions métalliques, à l'aide de tensioactifs ajoutés.
4. L'élimination de l'écume en aval d'opérations de flottation.

## Groupes impliqués dans la recherche sur le fractionnement de mousse
Zhaoliang Wu, université de technologie Hebei, en Chine.

Robert Tanner, California Institute of Technology (anciennement université Vanderbilt)

Paul Stevenson, université d'Auckland

Czarena Crofcheck, université du Kentucky

Noel Lambert, TUNRA Clean Coal